# Андреевский муниципальный округ
Андреевский муниципальный округ — муниципальное образование, наделённое статусом внутригородского муниципального образования в Нахимовском районе в составе города федерального значения Севастополя.
Административный центр расположен в населённом пункте селе Андреевка.
Образован в соответствии с законом города Севастополя от 3 июня 2014 года № 17 − ЗС «Об установлении границ и статусе муниципальных образований в городе Севастополе».

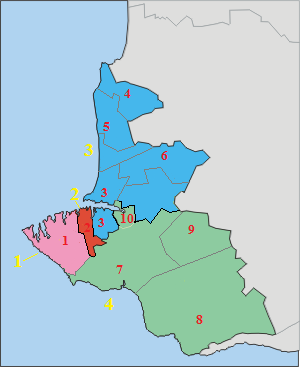
Нахимовский район — № 3 (жёлтым),
Андреевский муниципальный округ —
№ 4 (красным)

## География
Занимает крайне северную часть Нахимовского района и всего города федерального значения Севастополя. Граничит на юго-западе и юге с Качинским муниципальным округом Нахимовского района Севастополя. На севере и северо-востоке проходит граница с Угловским, на востоке ю юго-востоке — с Тенистовским сельскими поселениями Бахчисарайского района Республики Крым.  На западе  — омывается Чёрным морем.

## Состав
На территории Андреевского муниципального округа находятся населённые пункты:
| № | Название населённого пункта | Прежнее название нп | Тип нп         | Население |
| - | --------------------------- | ------------------- | -------------- | --------- |
| 1 | Андреевка                   | (Аклеиз)            | село           | ↘1498     |
| 2 | Солнечное (Солнечный)       |                     | село (посёлок) | ↘1718     |

## Население
| 2001  | 2014  | 2015  | 2016  | 2017  | 2018  | 2019  |
| ----- | ----- | ----- | ----- | ----- | ----- | ----- |
| 3480  | ↘3216 | →3216 | ↘3070 | ↘3059 | ↘3004 | ↘3003 |
| 2020  | 2021  |       |       |       |       |       |
| ↘2956 | ↗3514 |       |       |       |       |       |

* в таблице данные по муниципальным образованиям Севастополя из источника Росстата на 1 января 2015 года включают (дублируют) данные итогов переписи населения в КФО по состоянию на 14 октября 2014 года
По итогам переписи населения в Крымском федеральном округе по состоянию на 14 октября 2014 года численность постоянного населения муниципального округа составила 3216 человек (100 % из которых — сельское).
Национальный состав населения (перепись 2014 года):
| национальность  | всего, чел. | % от указав- ших |
| --------------- | ----------- | ---------------- |
| указали         | 3180        | 100,00%          |
| русские         | 2284        | 71,82%           |
| украинцы        | 793         | 24,94%           |
| белорусы        | 31          | 0,97%            |
| крымские татары | 33          | 1,04%            |
| татары          | 9           | 0,28%            |
| другие          | 30          | 0,94%            |
| не указали      | 36          |                  |
| всего           | 3216        |                  |

По оценке на 1 января 2013 года население Андреевского сельсовета составляла 3600 человек наличного населения.